# RadioShack Leopard/Saison 2013
Dieser Artikel listet Erfolge und Fahrer des Radsportteams RadioShack Leopard in der Saison 2013 auf.

## Erfolge in der UCI WorldTour
In den Rennen der Saison 2013 der UCI WorldTour gelangen die nachstehenden Erfolge.
| Datum                    | Rennen                           | Sieger             |
| ------------------------ | -------------------------------- | ------------------ |
| 22. März                 | E3 Harelbeke                     | Fabian Cancellara  |
| 31. März                 | Ronde van Vlaanderen             | Fabian Cancellara  |
| 7. April                 | Paris–Roubaix                    | Fabian Cancellara  |
| 13. Juni                 | 6. Etappe Tour de Suisse         | Grégory Rast       |
| 30. Juni                 | 2. Etappe Tour de France         | Jan Bakelants      |
| 27. Juli                 | Clásica San Sebastián            | Tony Gallopin      |
| 26. August               | 3. Etappe Vuelta a España        | Christopher Horner |
| 2. September             | 10. Etappe Vuelta a España       | Christopher Horner |
| 4. September             | 11. Etappe Vuelta a España (EZF) | Fabian Cancellara  |
| 24. August–15. September | Gesamtwertung Vuelta a España    | Christopher Horner |

## Erfolge in der UCI America Tour
In den Rennen der Saison 2013 der UCI America Tour gelangen die nachstehenden Erfolge.
| Datum      | Rennen                          | Kat. | Sieger             |
| ---------- | ------------------------------- | ---- | ------------------ |
| 16. Mai    | 5. Etappe Kalifornien-Rundfahrt | 2.HC | Jens Voigt         |
| 10. August | 5. Etappe Tour of Utah          | 2.1  | Christopher Horner |

## Erfolge in der UCI Europe Tour
In den Rennen der Saison 2013 der UCI Europe Tour gelangen die nachstehenden Erfolge.
| Datum    | Rennen                                          | Kat. | Sieger             |
| -------- | ----------------------------------------------- | ---- | ------------------ |
| 14. März | Gran Premio Nobili Rubinetterie                 | 1.1  | Bob Jungels        |
| 14. Juni | 2. Etappe Luxemburg-Rundfahrt                   | 2.HC | Giacomo Nizzolo    |
| 15. Juni | 3. Etappe Luxemburg-Rundfahrt                   | 2.HC | Giacomo Nizzolo    |
| 16. Juni | 4. Etappe Luxemburg-Rundfahrt                   | 2.HC | Bob Jungels        |
| 19. Juni | Schweizer Meisterschaft – Einzelzeitfahren      | CN   | Fabian Cancellara  |
| 20. Juni | Luxemburgische Meisterschaft – Einzelzeitfahren | CN   | Bob Jungels        |
| 23. Juni | Belgische Meisterschaft – Straßenrennen         | CN   | Stijn Devolder     |
| 23. Juni | Kroatische Meisterschaft – Straßenrennen        | CN   | Robert Kišerlovski |
| 23. Juni | Luxemburgische Meisterschaft – Straßenrennen    | CN   | Bob Jungels        |
| 6. Juli  | 7. Etappe Österreich-Rundfahrt (EZF)            | 2.HC | Fabian Cancellara  |

## Erfolge in der UCI Oceania Tour
In den Rennen der Saison 2013 der UCI Oceania Tour gelangen die nachstehenden Erfolge.
| Datum      | Rennen                                        | Kat. | Sieger          |
| ---------- | --------------------------------------------- | ---- | --------------- |
| 13. Januar | Neuseeländische Meisterschaft – Straßenrennen | CN   | Hayden Roulston |

## Zugänge – Abgänge
| Zugänge            | Team 2012                     | Abgänge                    | Team 2013               |
| ------------------ | ----------------------------- | -------------------------- | ----------------------- |
| Robert Kišerlovski | Astana Pro Team               | Jakob Fuglsang             | Astana Pro Team         |
| Danilo Hondo       | Lampre-ISD                    | Robert Wagner              | Belkin-Pro Cycling Team |
| Stijn Devolder     | Vacansoleil-DCM               | Daniele Bennati            | Team Saxo-Tinkoff       |
| Bob Jungels        | Leopard-Trek Continental Team | Oliver Zaugg               | Team Saxo-Tinkoff       |
|                    |                               | Joost Posthuma             | Karriereende            |
|                    |                               | Linus Gerdemann            | Karriereunterbrechung   |
|                    |                               | Fränk Schleck (bis 04.07.) | Karriereunterbrechung   |

## Mannschaft

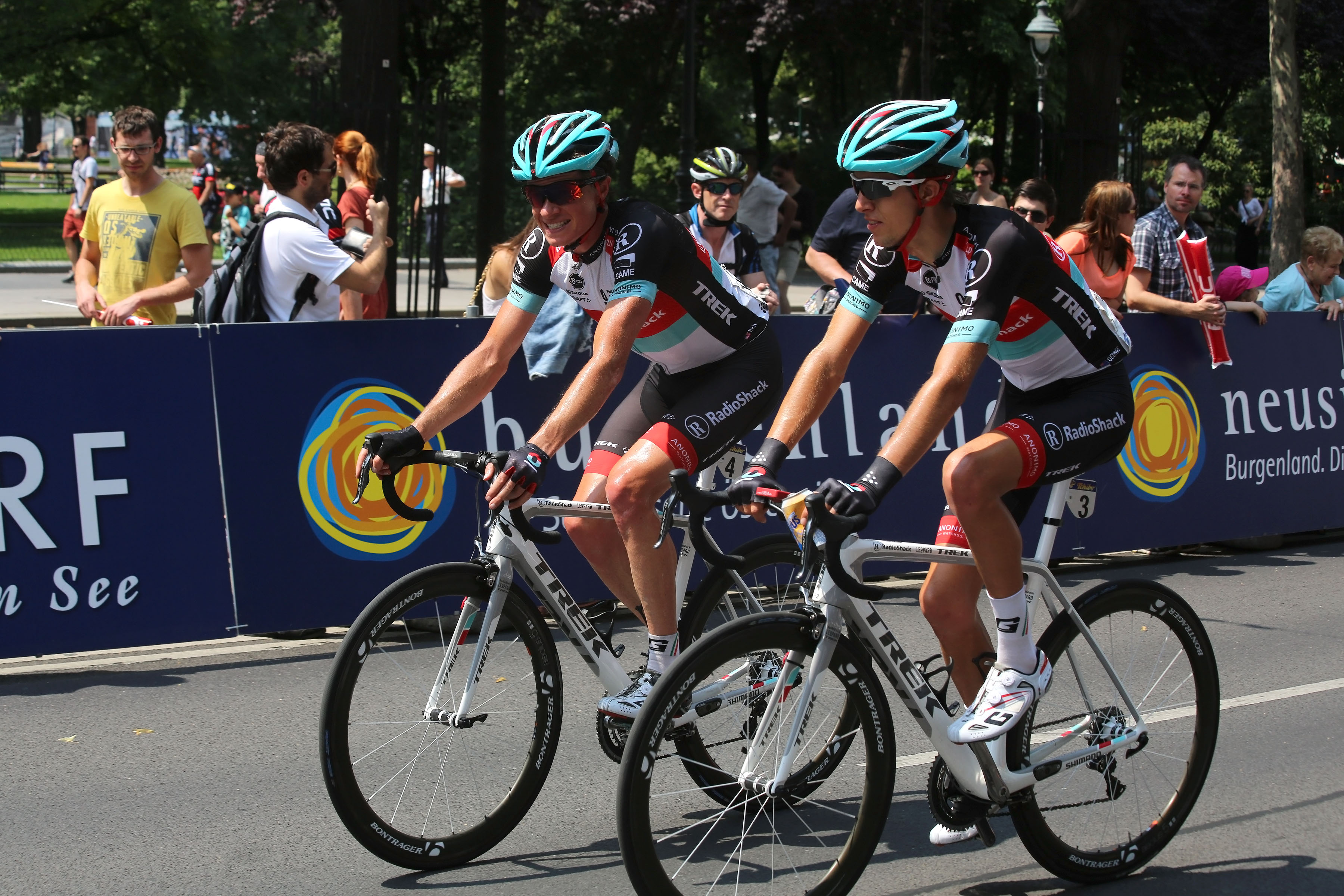
Benjamin King (l.) und George Bennett (r.), Österreich-Rundfahrt 2013

| Name                | Geburtsdatum       | Nationalität       |
| ------------------- | ------------------ | ------------------ |
| Jan Bakelants       | 14. Februar 1986   | Belgien            |
| George Bennett      | 7. April 1990      | Neuseeland         |
| Matthew Busche      | 9. Mai 1985        | Vereinigte Staaten |
| Fabian Cancellara   | 18. März 1981      | Schweiz            |
| Stijn Devolder      | 29. August 1979    | Belgien            |
| Laurent Didier      | 19. Juli 1984      | Luxemburg          |
| Tony Gallopin       | 24. Mai 1988       | Frankreich         |
| Ben Hermans         | 8. Juni 1986       | Belgien            |
| Danilo Hondo        | 4. Januar 1974     | Deutschland        |
| Christopher Horner  | 23. Oktober 1971   | Vereinigte Staaten |
| Markel Irízar       | 5. Februar 1980    | Spanien            |
| Bob Jungels         | 22. September 1992 | Luxemburg          |
| Ben King            | 22. März 1989      | Vereinigte Staaten |
| Robert Kišerlovski  | 9. August 1986     | Kroatien           |
| Andreas Klöden      | 22. Juni 1975      | Deutschland        |
| Tiago Machado       | 18. Oktober 1985   | Portugal           |
| Maxime Monfort      | 14. Januar 1983    | Belgien            |
| Giacomo Nizzolo     | 30. Januar 1989    | Italien            |
| Nélson Oliveira     | 6. März 1989       | Portugal           |
| Jaroslaw Popowytsch | 4. Januar 1980     | Ukraine            |
| Grégory Rast        | 17. Januar 1980    | Schweiz            |
| Thomas Rohregger    | 23. Dezember 1982  | Österreich         |
| Hayden Roulston     | 10. Januar 1981    | Neuseeland         |
| Andy Schleck        | 10. Juni 1985      | Luxemburg          |
| Jesse Sergent       | 8. Juli 1988       | Neuseeland         |
| Jens Voigt          | 17. September 1971 | Deutschland        |
| Haimar Zubeldia     | 1. April 1977      | Spanien            |